# Юрьев, Павел Николаевич
Павел Николаевич Юрьев — вице-адмирал Русского императорского флота.

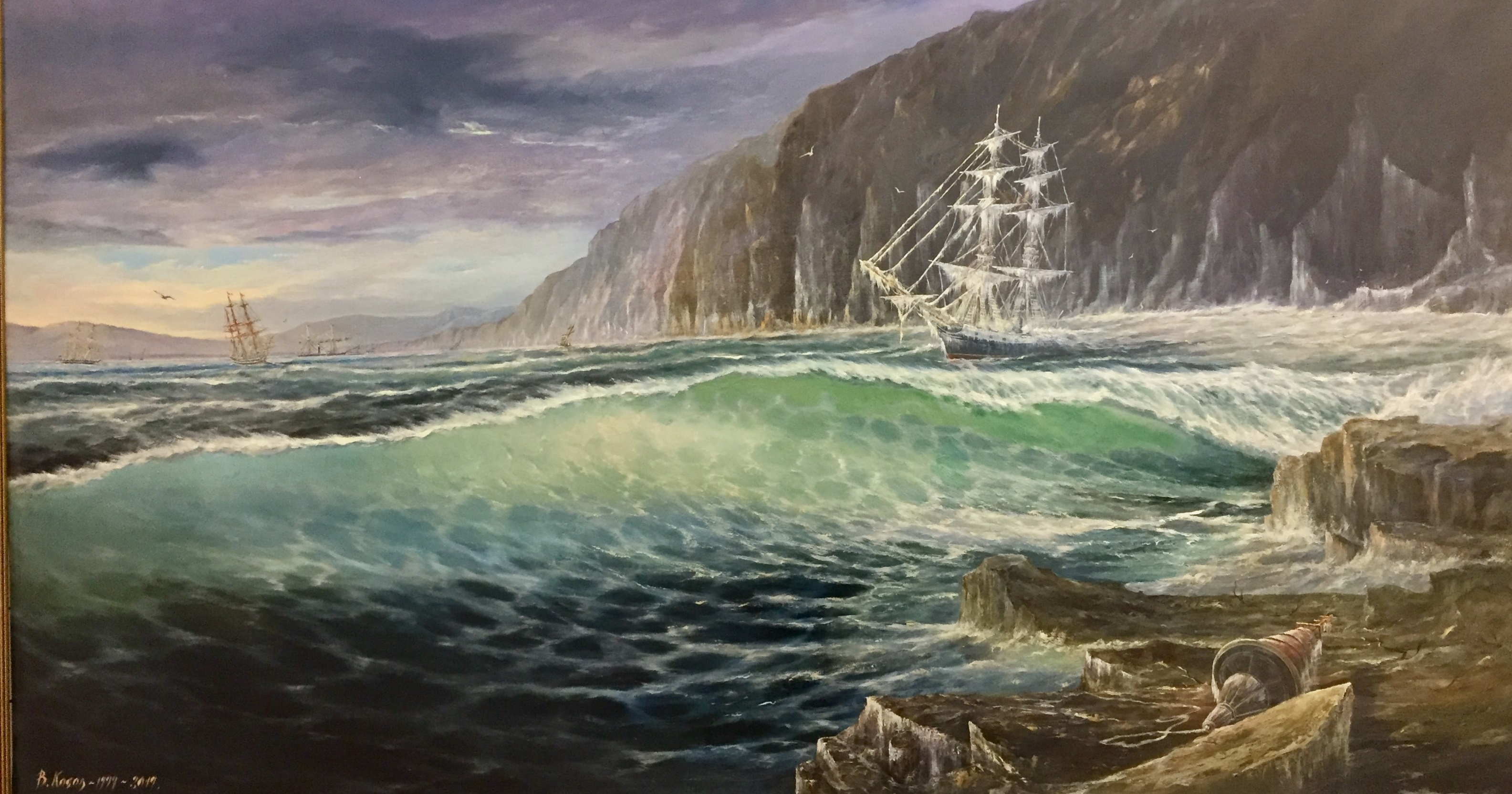
Бора.Гибель эскадры адмирала П.Н.Юрьева. Цемесская бухта 12 января 1848 г.

## Биография
В 1801 году Павел Юрьев поступил в морской кадетский корпус, в 1804 году произведен был в гардемарины, а в 1807 году — в мичманы.
В 1808—1810 гг. крейсировал в Финском заливе; в 1810 году, командуя бригом № 49, плавал из Свеаборга в Або и Стокгольм.
В 1812—1823 гг., в чине лейтенанта, Юрьев находился в Балтийском море, совершал рейсы между Або, Аландом и Ригой, а затем командовал катером «Лось».
В 1823 году Юрьев был произведён в капитан-лейтенанты, в 1829 году, в качестве командира, провел фрегат «Принц Оранский» на камелях от Петербурга до Кронштадта и в том же году произведен был в капитаны 2-го ранга.
В 1830 году Юрьев плавал от Кронштадта до острова Исландия и до Бреста и в 1833 году, уже в чине капитана 1-го ранга, совершил переход из Архангельска в Кронштадт, командуя кораблем «Орел». 25 декабря 1833 года был удостоен ордена Святого Георгия IV класса.
В 1834—1839 гг., оставаясь командиром того же корабля, Юрьев служил на Балтийском флоте Российской империи.
В 1839 году он был произведён в контр-адмиралы, с назначением командиром 2-й бригады 4-й флотской дивизии и награждён орденом Святого Станислава 2-й степени.
В 1840 году, имея свой флаг на фрегате «Бургас», Юрьев командовал отрядом судов Абхазской экспедиции и в 1841 году на корабле «Три Иерарха» перевозил десантные войска по укреплениям черноморской береговой линии; в том же году он был награждён орденом Святого Владимира 3-й степени.
В 1842 году он вновь командовал судами Абхазской экспедиции и в 1843—47 гг. на кораблях «Три Иерарха» и «Уриил» и фрегате «Мидия» крейсировал у восточных берегов Чёрного моря.
В 1844 году П. Н. Юрьев был пожалован орденом Святого Станислава 1-й степени.
В 1850 году он назначен был членом общего присутствия черноморского интендантства.
В 1851 году Павел Николаевич Юрьев был произведен в вице-адмиралы и уволен от воинской службы.